# Eugalta linearis
Eugalta linearis là một loài tò vò trong họ Ichneumonidae.